# Excel Esports
Excel Esports ist eine britische E-Sport-Organisation mit Sitz in London. Sie wurde im Jahr 2014 von Kieran Holmes-Darby gegründet. Excel tritt mit eigenen Mannschaften in League of Legends, Valorant und FIFA an. Seit Januar 2019 startet Excel in der League of Legends EMEA Championship (LEC).

## League of Legends
Im Dezember 2015 stieg Excel in League of Legends ein. Während von 2016 bis 2018 trat die Organisation hauptsächlich in der ESL Premiership im Vereinigten Königreich an und gewann die Autumn Finals 2017.
Seit 2019 besitzt Excel einen Startplatz in der höchsten europäischen League-of-Legends-Liga LEC. Den ersten Split beendete das Team auf dem zweitletzten Platz.

### Aktuelles Lineup
| Nat.                | Name                      | Position |
| ------------------- | ------------------------- | -------- |
| Rumänien            | Andrei „Odoamne“ Pascu    | Top Lane |
| Rumänien            | Andrei „Xerxe“ Dragomir   | Jungle   |
| Frankreich          | Vincent „Vetheo“ Berrié   | Mid Lane |
| Tschechien          | Patrik „Sheriff“ Jírů     | AD-Carry |
| Belgien             | Raphaël „Targamas“ Crabbé | Support  |
| Stand: Februar 2023 |                           |          |